# Sveta Helena, Ascension in Tristan da Cunha
Sveta Helena, Ascension in Tristan da Cunha (angleško Saint Helena, Ascension and Tristan da Cunha) je britansko čezmorsko ozemlje v Atlantskem oceanu. Sestavljajo ga otok Sveta Helena, otok Ascension in otočje Tristan da Cunha.

## Zgodovina
Otok Sveta Helena je svoj čas igral pomembno strateško vlogo, saj je pred izgradnjo Sueškega prekopa posadka britanske vojske imela na njegovem ozemlju bazo, iz katere je nadzorovala ladijski promet med Atlantskim in Indijskim oceanom. Danes je otok Sveta Helena najbolj znan po tem, da je na začetku 19. stoletja na njem v izgnanstvu umrl Napoleon Bonaparte, zaradi česar ga turisti še danes radi obiskujejo.